# 2010年海外高层次人才引进计划名单
2010年海外高层次人才引进计划名单，列出了2010年海外高层次人才引进计划引进的学者名单。

## 中国科学院
- 吴仲义： 美国芝加哥大学生态与进化学系主任
- 林鑫华：美国辛辛那提儿童医院教授
- 许瑞明：美国冷泉港实验室教授，美国纽约大学医学院教授
- 吴瑛：美国西北大学神经科学系讲习教授
- 刘景月:美国密苏里大学教授 纳米科学中心主任
- 刘兴胜 ：半导体 美国康宁公司研究开发中心任高级研究科学家
- 丁洪：美国波士顿学院物理系教授
- 谢心澄：美国 俄克拉荷马州立大学讲座教授美国物理学会研究员
- 杨贞标：生命科学 加州大学河滨分校教授
- 苏党生：化学工程 德国马普Fritz-Harber研究所高级研究员
- 时玉舫：免疫学 新泽西州立医科大学特聘教授
- 崔铮：英国拉塞福－阿普頓實驗室微结构中心首席科学家，微系统技术中心主任
- 朱慧珑：IBM半导体研究和开发中心(SRDC)
- 林安宁：芝加哥大学Ben May癌症生物学系教授
- 郑国庆：日本冈山大学物理系教授，日本大阪大学、东京大学客座教授
- 戴鹏程：田纳西大学先进材料联合研究所讲座教授，美国物理学会研究员
- 刘德荣：伊利諾大學芝加哥分校电机与计算机工程系教授，IEEE研究员
- 杨广中：伦敦帝国理工大学生物医学工程学院主任 教授
- 张元亭：香港中文大学生物医学工程学部主任 教授
- 刘峰：德克萨斯州立大学糖尿病系统生物学教授
- 倪明选：香港科技大学计算机系系主任，IEEE研究员
- 张荣光: 生物物理 阿贡国家实验室教授
- Michael Lynn Arnold：乔治亚大学遗传学系教授
- 李学龙：图像与信息处理 伦敦大Reader
- 王卫：美国新墨西哥大学化学系教授
- 傅阳心：芝加哥大学病理学系教授

## 北京大学
- 佘振苏：美国加州大学洛杉机分校教授
- 陈十一：美国洛斯阿拉莫斯国家实验室研究员
- 陈松蹊：数理统计 美国密西根大学教授
- 黄国和:加拿大政府能源与环境领域首席科学家里贾纳大学工学院副院长
- 邓兴旺：细胞和发育生物学 耶鲁大学教授
- 龙漫远：生物信息学 美国芝加哥大学教授
- 张东晓：俄克拉荷马大学石油和地质工程系米勒讲席教授、洛斯阿拉莫斯国家实验室高级研究员
- 郑春苗：美国阿拉巴马大学教授美国地质学会研究员
- 侍乐媛：威斯康星麦迪逊大学工业与系统工程系教授
- 卢志扬：南加州大学大卫帕克讲座教授 国际生产工程学院院士
- 刘峰：加州大学尔湾分校机械与航空与太空工程系教授
- 刘征宇：威斯康星麦迪逊大学大气与海洋科学系教授
- 高家红：核磁共振 芝加哥大学医学中心教授
- 罗光湘：肯塔基大学分子病毒与免疫学研究室主任教授
- 牛谦：德克萨斯州立大学奥斯汀分校物理系讲座教授
- 肖瑞平：美国國家衛生院资深研究员
- 汤超：美国加州大学旧金山分校教授 美国物理学会研究员
- 饶毅：美国西北大学讲席教授
- 谢心澄：美国俄克拉荷马大学讲座教授 美国物理学会研究员
- 吴虹：美国加州大学洛杉矶分校教授
- 陈东敏：美国美新半导体公司首席战略官
- 程和平：美国國家衛生院资深研究员

## 清华大学
- 施一公：美国普林斯顿大学分子生物学系讲席教授
- 宋永华：英国皇家工程院院士，曾任英国利物浦大学副校长
- 胡小平：美国佐治亚理工大学生物医学工程系教授 IEEE研究员
- 王力军：德国马普学会光学所所长、爱兰根大学教授 OSA研究员
- 张奇伟：美国冷泉港實驗室生物信息学教授
- 罗永章：加州大学伯克利分校分子与细胞生物学系生物化学专业 博士 (创业类)
- 李兆平：伦敦大学计算神经科学教授
- 吴励：澳大利亚墨尔本霍尔医学研究所高级研究员，研究室主任
- 鲁白：美国國家衛生院儿童健康与人类发育研究所神经发育研究室主任
- 危岩：卓克索大學讲席教授先进聚合物与材料化学研究中心主任
- 尤力：佐治亚州理工大学物理教授
- 黄子为：加州大学圣地亚哥分校 药物化学与化学生物学教授

## 浙江大学
- 彭金荣：新加坡分子及细胞生物研究院功能基因组学实验室主任
- 顾敏：澳大利亚科学院、工程院院士，斯威本大学光电子学教授
- 邹鸿生：美国肯塔基大学结构电子学实验室主任 ASME研究员
- 李尔平：新加坡国家高性能计算科学研究院电磁与电子研究室主任 IEEE研究员
- 彭笑刚：材料化学 美国阿肯色州大学化学与生化学系讲习教授
- 张富春：凝聚态物理理论 香港大学物理系主任
- 陈骝：空间、聚变等离子体 美国加州大學爾灣分校教授
- 何赛灵：光子晶体 瑞典皇家理工學院教授
- 沈炳辉：DNA修复相关的蛋白诱导因子 美国洛杉矶国家医学中心教授
- 包刚：数学 密西根州立大学教授
- 郑方阳：数学 俄亥俄州立大学教授

## 上海交通大学
- Robert Parker：美国俄亥俄州立大学教授，机械 ASME & AAAS研究员
- 邵志峰：美国弗吉尼亚大学教授 生物 AAAS研究员
- 倪军：美国密西根大学教授、吴贤铭先进制造技术中心主任
- 吴国雄：英国伦敦大学机械工程系教授
- 刘惠春：凝聚态物理 加拿大国家研究院 加拿大皇家科学院院士
- 黄佩森：机械工程 纽约州立大学石溪分校系教授
- 季向东：美国马里兰大学基础物理研究中心主任 美国物理学会研究员
- 辛军：美国底特律柴油机公司和本田美洲研究中心
- 严晋跃：能源工程 瑞典皇家理工学院教授
- 李杰：能源 辛辛那提大学L.W. ScottAlter讲座教授 NSF I/UCR智能维护系统中心主任
- 蔡申瓯：数学 纽约大学教授
- 罗勇：美国休斯顿SBM-IMODCO公司水动力与系泊部项目经理
- 陆键：交通工程 南佛罗里达大学教授
- 王晋：TECHNIP集团公司美国分公司高级主任工程师，首席结构师，海海洋平台技术高级专家

## 复旦大学
- 马红：植物分子生物学与发育生物学 美国宾州州立大学生命科学教授
- 魏庆义：德克萨斯大学M.D.Anderson癌症中心流行病学系教授
- 沈健：磁性纳米材料 美国橡树岭国家实验室教授
- 冯建峰：生物信息 英国苏塞克斯大学教授
- 谷迅：遗传发育与细胞生物学学 爱荷华州立大学教授
- 沈文辉：法国科学研究中心植物分子生物学研究所细胞生物学系主任 教授
- 王城：经济学 爱荷华州立大学教授
- 张颖：传染病学 约翰霍普金斯大学教授
- 郑志杰：美国国立卫生研究院国家心肺血液病研究所教授
- 刘健祥：植物科学 爱荷华州立大学教授
- 章伟雄：华盛顿大学（圣路易斯）计算机系、遗传学系教授
- 郑立荣：微电子 瑞典皇家理工学院信息与通信技术学院主任教授
- 余思远：英国布里斯托大学电子与电气工程系光子学和光通信技术教授
- 蒋宪成：生物化学与分子生物学 美国纽约州立大学教授
- 郑俊华：环境科学 新加坡南洋理工大学环境科学与工程学院院长，教授
- 方述诚：管理科学与工程 北卡罗莱纳州立大学工业与系统工程系讲席教授
- 文舸一：加拿大RIM公司预研部主任，独立顾问

## 中国科学技术大学
- 潘建伟：德国海德堡大学玛丽·居里杰出讲席教授
- 赵政国：美国密西根大学物理系研究员
- 罗毅：瑞典皇家工学院生物技术院教授
- 张振宇：美国橡树岭国家实验室研究员、美国田纳西大学物理与天文系教授
- 陆亚林：美国科罗拉多大学泉城分校教授
- 秦宏：重离子聚变 普林斯顿等离子体物理国家实验室高级研究员
- 李卫平：图像及视频编码算法 美国硅谷八达网络公司副总裁IEEE研究员
- 严以京：蛋白质折叠动力学 香港科大教授
- 顾华：哥伦比亚大学生物系教授
- 林福江：新加坡微电子研究院首席科学家
- 张劲松：加州大学河滨分校 化学系教授
- 张瑞斌：澳大利亚悉尼大学 数学系教授
- 陈秀雄：微分几何 威斯康星大学麦迪逊分校教授

## 华中科技大学
- 王擎：美国克里夫兰州立大学教授、克利夫兰临床医院心血管遗传中心主任
- 胡斌：美国田纳西大学材料科学与工程系教授，美国能源部橡树岭国家实验室客座研究员，美国国家自然科学基金评审成员、美国能源部、空军基金评审成员
- 李亮：美国通用电气（GE）公司全球研究中心高级工程师
- 程一兵：澳大利亚蒙纳士大学材料工程系教授，澳大利亚工程院院士
- 何际平：亚利桑那州立大学生物工程系教授、神经联接与脑控制研究中心主任
- 吴跃：先进材料 北卡罗来纳大学教授 物理与天文系主任
- 郑辉：贝勒医学院教授
- 汪宁：哈佛大学公共卫生学院研究室主任 教授
- 杨天若：加拿大圣西维尔大学（英语：St. Francis Xavier University）计算机系教授
- 袁小明：通用电气（GE）公司中国研发中心主任
- 曲荣海：美国GE公司全球研发中心高级专业工程师
- 沈平：光学 新加坡南洋理工大学教授
- 李洵：加拿大麥馬士達大學电子与计算工程系教授
- 刘胜：机械 韋恩州立大學教授 ASME研究员

## 南京大学
- 肖敏：激光物理、量子光学 阿肯色大学杰出教授 美国物理学会、光学学会研究员
- 王雪平：法国南特大学数学系教授
- 陈镜明：多伦多大学地理系教授 加拿大皇家科学院院士
- 栾升：加州大学伯克利分校植物学与微生物学系教授
- 宋晓东：地质学 伊利诺伊大学香槟分校教授
- 周豪慎：[日本]国立产业技术综合研究所能源技术研究所教授
- 陈小江：生命科学 南加利福尼亚大学教授

## 华东师范大学
- 林学民：澳大利亚新南威尔士大学教授
- 查宏远：美国佐治亚理工学院教授
- 刘明耀：美国得克萨斯农工大学教授
- 张增辉：美国纽约大学教授
- 郑伟安：美国加州大学Irvine分校教授
- 象伟宁：地理学 北卡罗莱纳大学夏洛特分校教授
- 倪维明：数学 明尼苏达大学（University of Minnesota）教授
- 邵军：统计学 威斯康星大学麦迪逊分校教授 统计系主任
- 林华新：数学 美国奥勒冈大学（University of Oregon）教授
- 周迅宇：数理金融 英国牛津大学野村讲席教授、野村数理金融中心主任
- 孙东初：统计学 密苏里大学哥伦比亚分校教授
- William J. Mitsch: 生态学 俄亥俄州立大学杰出教授
- 左康: 数学 德国美茵茨大学教授
- 董大南: 美国宇航局喷气推进实验室（JPL）高级研究员
- 周俊良: 英国萨塞克斯大学教授
- 冯国平: 美国麻省理工学院大脑与认知科学系McGovern大脑研究所教授
- 仲冬平: 美国俄亥俄州立大学物理系教授

## 中山大学
- 松阳洲：美国貝勒醫學院生化和分子生物学系教授
- 许跃生：美国西弗吉利亚大学讲座教授，雪城大学教授
- 汤子康：香港科技大学 凝聚态物理 教授
- 蒋庆：美国加州大学河滨分校教授，曾任机械工程系系主任
- 张辉：HIV的分子生物学的研究 美国杰佛逊大学教授
- 黄蓬：德州大学M.D. Anderson 癌症中心 教授

## 厦门大学
- 洪永淼：康奈尔大学经济学系教授
- 张晓坤：Burnham研究所教授
- 许华曦：BURNHAM研究所分子和细胞神经生物学教授
- 李宁：洛斯阿拉莫斯国家实验室教授 核能
- 洪万进：分子与细胞生物学 新加坡分子与细胞生物学研究所教授
- 陈晓东：化学工程 澳大利亚蒙纳士大学化工系教授、工程学院副院长 澳大利亚工程院院士,新西兰皇家科学院院士
- 蔡宗武：美国北卡罗莱那大学夏洛特校区统计学和经济学教授

## 西安交大
- 马恩：非平衡过程及亚稳材料 美国约翰霍普金斯大学材料系教授
- 王煜：制造技术与自动化 马里兰大学教授，香港中文大教授 IEEE研究员
- 任晓兵：智能材料及多尺度效应 日本国立物质材料研究院铁性物理研究室室长
- 李晓榕：信息融合与目标跟踪领域 新奥尔良大学教授 信息与系统实验室主任、电机工程系主任 IEEE研究员
- 贾春林：德国于利希国家研究中心高级科学家、微结构研究团队学术带头人
- 云峰：美国朗明纳斯器件公司首席器件研发工程师
- 王宏兴：日本高知Kochi FEL Co. Ltd公司技术顾问、日本Napra Corp.公司首席顾问
- 张安平：美国通用电气公司研究中心资深科学家和项目负责人

## 同济大学
- 戴晓虎：污水污泥处理 德国Passavant-Roediger公司工艺部经理
- 杨志刚：通用汽车公司整车技术中心 主任工程师
- 章桐：福特汽车公司研发中心 高级工程师

## 哈尔滨工业大学
- 樊文飞：英国爱丁堡大学信息学院主任教授、计算机基础研究所常务副所长、美国贝尔实验室科学家、美国宾夕法尼亚大学、Drexel大学客座教授
- 曹文武：宾夕法尼亚州州立大学数学系及材料研究院 教授
- 刘明生：内布拉斯加州立大学（林肯）工程与技术学院建筑工程系教授，研究生委员会主席、能量系统实验室主任
- 刘国平：航天 英国格拉摩根大学研究室主任 教授
- 程凯：英国布鲁内尔大学系主任兼制造系统首席教授 英国机械工程学、英国工程与技术学会会士
- 林威：非线性控制 美国凯斯西储大学教授

## 四川大学
- 康裕建：美国路易维尔大学教授 美国毒理科学院院士
- 肖智雄：波士顿大学生命科学教授
- 林硕：细胞与发育生物学，加州大学洛杉矶分校教授
- 张康：加州大学聖地牙哥分校遗传所所长 教授

## 武汉大学
- 刘奋勇：美国加州大学柏克利分校公共卫生学院教授 比较生物化学学科主任
- 卢山：病毒学 马萨诸塞大学医学院教授
- 朱敦尧：武汉光庭汽车电子有限公司董事长 日本东京大学博士 （创业类）
- 周怀北：通讯技术 美国 Motorola/Nextel移动通信公司高级经理

## 北京航空航天大学
- 沙德洛夫：数学 俄罗斯科学院院士、欧洲科学院院士
- Isao Tanihata：核物理学日本东京大学教授 诺贝尔奖候选者

## 吉林大学
- 黄大年（1958-2017）：ArKeX英国航空高精度仪器研究中心高级研究员
- 易英飞：数学 佐治亚理工大学教授
- 于晓方：生命科学 约翰霍普金斯大学教授
- 塔拉莱：钻探工程 圣彼得堡矿业大学教授、俄罗斯工程院院士

## 华南理工大学
- Mikhail Eremets：德国马克斯普朗克化学研究所研究员高压实验室主任
- 景乃桓：数学 美国北卡罗来纳州立大学教授
- 吴青华：利物浦大学电气与电子工程系（讲习）教授
- 苏春翌：机电控制 加拿大肯考迪亚Concordia大学讲习教授

- 江健儿：新能源 美国国际纸业公司(世界500强)首席研究员

## 中南大学
- 张灼华：医学遗传学 加州大学圣迭哥分校教授
- 李默：材料科学 佐治亚理工教授
- 刘峰：德克萨斯大学医学健康中心圣安东尼奥分校药理系、生物化学系教授
- 赵继成：俄亥俄州立大学材料系教授
- 盛岱超：纽卡斯尔大学工学院副院长及研究中心副主任

## 大连理工大学
- 张晓安：惠普中央研究院 首席项目研究员
- 孙立成: 瑞典皇家工学院(KTH)化学系教授

## 天津大学
- 江晓东：电力系统 康奈尔大学教授、IEEE研究员
- 莊晴光：國立台灣大學教授、IEEE 研究员
- 孙鹤：药物临床实验及临床计量药理

美国SUNTECH研究院副院长
美国国家卫生研究院（NIH）特邀科学家
阿拉巴马州立大学客座教授

## 中国人民大学
- 鲍威：凝聚态物理洛斯阿拉莫斯国家实验室教授
- 蓝志勇：公共管理 美国亚利桑纳州立大学教授
- 周晓方：昆士兰大学信息技术学院讲习教授

## 电子科技大学
- 葛树志：新加坡国立大学教授 IEEE研究员
- 李乐伟：射频与微波 新加坡国立大学电子与计算工程系教授 IEEE研究员
- 薛红喜：成都华微电子公司（创业类）

## 上海财经大学
- 田国强：德州A&M大学经济系教授
- 艾春荣：佛罗里达大学惠灵顿工商管理学院经济系教授

## 武汉理工大学
- 苏宝连：比利时那摩尔大学化学学院院长
- 李书欣：英国空中客车公司高级技术、项目主管

## 北京生命科学研究所
- 王晓东：德克萨斯大学西南医学中心生物医学科学杰出首席教授 美国科学院院士

## 南开大学
- 王鹏：俄亥俄州立大学化学教授

## 中国农业大学
- 伍国耀：Texas A& M University家畜科学院和医学院教授

## 重庆大学
- 杨元元 (学者)：计算机 纽约州立大学石溪分校教授，IEEE研究员

## 北京科技大学
- 张学记：世界精密仪器公司（World Precision Instruments, Inc.）高级副总裁、南佛罗里达大学教授

## 北京交通大学
- 宋永端：美国北卡羅來納州立農業技術大學教授，美国国家航空研究院特聘杰出教授及“协调系统控制”中心主任

## 东南大学
- 吴智深：日本茨城大学教授 工学部都市系统工学科学科长、智能结构及保障系统研究中心主任
- 丁峙：加州大学Davis分校电子与计算机工程系教授、系副主任 IEEE研究员
- 李万林：通信技术 西门子高级副总裁兼首席技术官
- 郑福春

## 湖南大学
- 韩志玉：福特汽车公司主任技术专家
- 史才军：美国格雷斯公司研究中心水泥添加剂和混凝土外加剂主任科学家、亚太区研发经理,国际能源研究会研究员，美国混凝土学会研究员

## 北京师范大学
- 梁顺林：美国马里兰大学地理系教授

## 山东大学
- 王兴利：贝勒医学院(BAYLOR COLLEGE OF MEDICINE) 心脏外科教授

## 西北农林科技大学
- 刘同先：美国得克萨斯农工大学昆虫学系教授
- 许金荣：美国普度大学植物与植物病理系教授

## 西北工业大学
- 陈景东：贝尔实验室研究员

## 陕西师范大学
- 刘生忠：美国西北大学工学博士，研究成果发表在《Science》和《Nature》，引起了广泛重视。

## 中国石油大学
- 李向阳：爱丁堡各向异性研究室主任 英国环境资源研究委员会特聘高级首席科学家

## 苏州大学
- 廖良生：美国柯达公司研发部任研究员

## 河海大学
- 李凌: 水力学及河流动力学 澳大利亚昆士兰大学教授

## 江南大学
- 陈峰：食品生物工程 香港大学教授

## 南京工业大学
- 章伟：微电子 桑迪亚国家实验室半导体及纳米结构部研究员（创业类 无双科技有限公司总裁）

## 南京信息工程大学
- 邹晓蕾：佛罗里达州立大学教授 美国气象学会(AMS)研究员

## 北京林业大学
- 邬荣领：林木遗传育种学 宾夕法尼亚州立大学教授 遗传统计学中心主任

## 兰州大学
- 付强：大气科学 华盛顿大学教授

## 上海大学
- 胡志宇：凝聚态物理 橡树岭国家实验室研究员，美国佐治亚理工学院客座教授

## 云南大学
- 吕正红：有机发光器件 多伦多大学教授

## 杭州师范大学
- 邱猛生：神经与肾发育分子生物学 美国路易斯威尔大学解剖科学教授

## 中国地质大学
- 程寒松：美国能源部碳基储氢材料中心首席科学家

## 首都师范大学
- 萧伟：生命科学 萨斯喀彻温大学 教授

## 内蒙古科技大学
- 王亚雄：富士康公司首席散热设计工程师，散热设计研究实验室经理（创业类）

## 杭州电子科技大学
- 王健：聚光科技（杭州）有限公司董事长、斯坦福大学机械工程博士（创业类）
- 钱正洪：磁电子材料和集成功能器件 美国Advanced Microsensors Inc.首席工程师/产品研发经理

## 中北大学
- 陈旭远：挪威国家微技术中心、微系统技术研究所教授
- 王万军：路易斯安那州立大学机械工程系教授 国际光学工程学会(SPIE)会士

## 中国海洋大学
- 谢尚平：美国夏威夷大学国际太平洋研究中心(IPRC)海洋气候实验室主任、教授

## 南昌大学
- 阮榕生：明尼苏达大学食品科学与营养系、生物制品与生物系统工程系教授

## 安徽大学
- 丁宏强：计算机科学与工程 德州大学阿灵顿分校教授

## 合肥工业大学
- 吴信东：美国佛蒙特大学（University of Vermont）计算机科学系系主任、教授

## 河海大学
- 邵建富：岩土工程 法国里尔科技大学 一级教授

## 天津科技大学
- 倪永浩：加拿大新布伦瑞克大学化学系教授、化学工程系教授